# Bronisław Seyda
Bronisław Seyda (ur. 27 lipca 1912 we Lwowie, zm. 3 lipca 2008 w Szczecinie) – polski lekarz.

## Życiorys
Maturę uzyskał w IV Państwowym Gimnazjum we Lwowie. Rozpoczął studia lekarskie w Pradze, kontynuował w Turynie, a ukończył w Neapolu, gdzie uzyskał doktorat w 1937 r.
Od 1938 r. odbywał staże podyplomowe w Szpitalu Ubezpieczalni Społecznej we Lwowie. Po wybuchu wojny w okupacji sowieckiej w tym samym szpitalu był asystentem na oddziale pediatrycznym.
W czasie wojny był epidemiologiem w Rzęsnie Polskiej k. Lwowa, później lekarzem Ubezpieczalni Społecznej (Krankenkassenarzt) zakładów torfowych.
W 1944 r. został powołany do Wojska Polskiego w Lublinie i jako lekarz pułkowy w pułku artylerii lekkiej przebył całą kampanię frontową od Warszawy aż do Łaby.
Od 1945 r. w LWP był lekarzem pułkowym, następnie komendantem czterech szpitali wojskowych (Żary, Łódź, Wałcz i Szczecin), aż do 1969 r. do przejścia do rezerwy z powodu zdrowia i wieku. W trakcie pracy zawodowej specjalizował się w pediatrii.
Mianowany przez Ministra Zdrowia i Opieki Społecznej zastępcą profesora i kierownikiem Katedry i Zakładu Organizacji Ochrony Zdrowia Pomorskiej Akademii Medycznej w Szczecinie. Po likwidacji tej Katedry i Zakładu w 1958 r., założył Zakład Historii Medycyny PAM, gdzie był wykładowcą i jego kierownikiem do 1969 roku.
Był autorem ponad 110 publikacji naukowych w języku polskim, włoskim i angielskim (w tym 11 książek, jak np. Dzieje medycyny w zarysie w 3 wydaniach, czy Lamus humoru i satyry ikonograficznej w medycynie).
Był członkiem honorowym Towarzystwa Lekarskiego im. J. Purkyniego w Pradze, Akademii w Rzymie (Academia d’Arte Sanitaria), Towarzystwa Włoskich Lekarzy oraz członkiem honorowym Polskiego Towarzystwa Historii Medycyny i Farmacji.
Syn Marka i Erny Seide (nazw. panieńskie Sperling). Kuzyn Kazimierza Sejdy, autora książki C.K. Dezerterzy, zekranizowanej w roku 1985 przez Janusza Majewskiego.
Żoną Bronisława Seydy była Marianna Seyda (nazw. panieńskie Machynia); w 1999 zostali oni odznaczeni Medalem za Długoletnie Pożycie Małżeńskie. Zmarł w Szczecinie w roku 2008, spoczął na szczecińskim cmentarzu Centralnym kwatera 33a.

## Publikacje
- Dzieje medycyny w zarysie (1973)
- Lekarze, politycy i mężowie stanu (1997–1999)
- Encyklopedyczny słownik lekarzy pisarzy w literaturze światowej (1999)
- Przedwczesna śmierć oraz długowieczność lekarzy (Archiwum Historii i Filozofii Medycyny 2002)
- Lamus humoru i satyry ikonograficznej w medycynie (Wydawnictwo Gryfdruk 2003)